# Vrbovka
Vrbovka és un poble i municipi d'Eslovàquia. Es troba a la regió de Banská Bystrica.

## Història
La primera menció escrita de la vila es remunta al 1327.

## Demografia
| Godina             | 1994 | 2004   | 2014    | 2024    |
| ------------------ | ---- | ------ | ------- | ------- |
| Nombre de persones | 452  | 413    | 351     | 315     |
| Diferència         |      | −8,62% | −15,01% | −10,25% |

| Godina             | 2023 | 2024   |
| ------------------ | ---- | ------ |
| Nombre de persones | 321  | 315    |
| Diferència         |      | −1,86% |